# Serrat de Cortinos
El Serrat de Cortinos és una serra situada al municipi de Rialp a la comarca del Pallars Sobirà, amb una elevació màxima de 1.795 metres.